# Kocimiętka właściwa
Kocimiętka właściwa (Nepeta cataria L.) – gatunek rośliny z rodziny jasnotowatych. Naukowa nazwa nepeta pochodzi od rzymskiego miasta Nepi. Rzymianie uprawiali tę roślinę w swoich ogrodach. W wielu językach nazwa rośliny odnosi się do faktu, że jej zapach wabi koty.

## Rozmieszczenie geograficzne
Gatunek o pochodzeniu wschodniośródziemnomorsko-irańsko-turańskim. W Europie pojawił się w neolicie, na terenach ziem polskich w epoce brązu. Obecnie jest szeroko rozprzestrzeniony w całej Europie, Azji i Ameryce Północnej. Występuje także w Ameryce Środkowej, Australii, Nowej Zelandii i Afryce Północnej (Maroko). W Polsce występuje w rozproszeniu na całym niżu, pogórzu i w niższych położeniach górskich. Status gatunku we florze Polski: archeofit.

## Morfologia

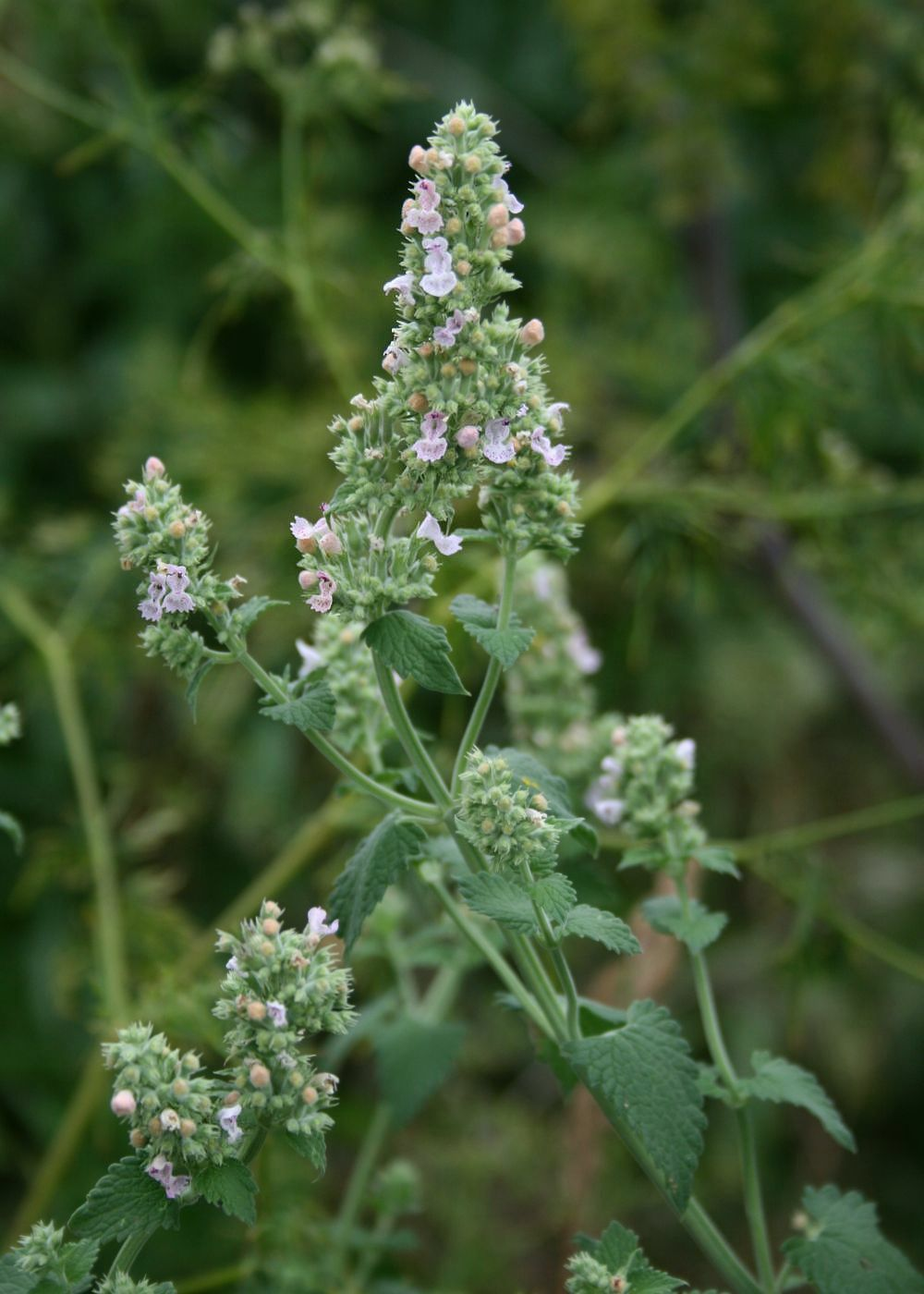
Kwiatostan

ŁodygaRozgałęziona, 4-kanciata o wysokości do 1 m, krótko szarawo owłosiona.
LiścieUlistnienie naprzeciwległe. Liście o długości do 8 cm, krótkoogonkowe, dolne trójkątne, górne podługowate, na obrzeżach ząbkowane, u nasady w kształcie serca, z wierzchu omszone w kolorze zielonym, od spodu gładkie koloru szarego.
KwiatyZebrane w nibyokółki. Każdy z nich składa się z dwóch skróconych wierzchotek. Kielich o długości do 6,5 mm z 15 nerwami, podczas kwitnienia wydłużający się. Ma ściętą, wyraźnie rozszerzającą się w górnej części rurkę o lancetowatoszydlastych ząbkach. Z zewnątrz jest gęsto owłosiony białymi włoskami, wewnątrz nagi. Korona biaława, grzbiecista, z zewnątrz owłosiona. Jej górna niewyraźnie 2-łatkowa warga jest słabo sklepiona, dolna 3-łatkowa. Łatka środkowa dolnej wargi ma ząbkowane brzegi i jest miseczkowato wgłębiona. Słupek jeden, pręciki cztery, dwusilne, o nitkach tej samej długości co słupek.
OwocRozłupnia złożona z trójgraniastych, brązowych, gładkich i słabo na wierzchołkach owłosionych rozłupek o długości do 1,5 mm.

## Biologia i ekologia
RozwójBylina, hemikryptofit, chamefit. Kwitnie od lipca do sierpnia, ma przedprątne kwiaty. Roślina miododajna. Cała roślina wydziela silny, cytrynowy zapach.
SiedliskoRośnie na glebach mineralnych, na stanowiskach osłonecznionych i lekko zacienionych. Można ją spotkać na poboczach dróg, w ruinach, w zaroślach, przy zabudowaniach i płotach oraz na polach uprawnych (chwast).  W klasyfikacji zbiorowisk roślinnych gatunek charakterystyczny dla SAll. Onopordenion.
Cechy fitochemiczneKocimiętka wydziela olejki eteryczne zawierające karwakrol, nepetol, pulegon, irydoid nepetalakton, garbniki i gorycze. Nepetalakton prawdopodobnie jest kocim feromonem, który je przyciąga (stąd nazwa rośliny). Koty baraszkując w tej roślinie bardzo często doszczętnie ją niszczą.
GenetykaLiczba chromosomów 2n = 34, 36.
Korelacje międzygatunkoweNa pędach pasożytują grzyby: Neoerysiphe galeopsidis wywołujący mączniaka prawdziwego i Puccinia menthae wywołujący rdzę mięty, na liściach żerują owady minujące: Liriomyza strigata, Phytomyza nepetae, Coleophora albitarsella i Apterona helicoidella i niektóre gatunki mszyc. Niektóre gatunki owadów żerują także na kwiatach i owocach.

## Zastosowanie
- Roślina lecznicza
  - Surowiec zielarski: ziele (Herba Nepetea catariae). Ziele zawiera olejek eteryczny (do 0,7%), gorycze i garbniki[12].
  - Zbiór i suszenie: zbiera się w czasie kwitnienia rośliny, podczas suchej i słonecznej pogody. Suszy w miejscach przewiewnych i zacienionych lub w suszarni w temperaturze do 35 stopni. Surowiec przechowuje się w zamkniętych pojemnikach[12].
  - Działanie: moczopędne, żółciopędne, uspokajające, napotne, rozkurczowe, wiatropędne, bakteriostatyczne, pobudzające trawienie i regulujące menstruację[4].
  - Zastosowanie: Wewnętrznie napar z kocimiętki stosuje się jako środek uspokajający przy bezsenności, pobudzeniu ruchowym, nerwicach, palpitacji serca i lękach, a także przy schorzeniach nerek i wątroby, kolce jelitowej, biegunce i przeziębieniach[4].
- Roślina ozdobna. Bywa uprawiana jako roślina lecznicza, ale także jako roślina ozdobna. Jest całkowicie mrozoodporna. Nadaje się na rabaty, obwódki i jako roślina okrywowa. Wymaga słonecznego stanowiska i przepuszczalnej gleby. Powinna być sadzona osobno, rośnie bowiem bujnie i może zagłuszać rośliny słabiej rosnące. Rozmnaża się przez wysiew nasion, sadzonki późną wiosną, lub  przez podział kęp[13].
- Inne zastosowania
  - Rzymianie używali kocimiętki nie tylko do celów leczniczych, ale także jako przyprawę do potraw[4]. Jako przyprawa do sosów używana była czasami w Anglii[14].
  - Olejek z kocimiętki jest używany do produkcji perfum[4].
  - Olejkiem aromatyzowane są niektóre alkohole[4].
  - Zapach kocimiętki wabi nie tylko koty, ale również pszczoły. Pszczelarze czasami nacierają kocimiętką ule, aby przywabić rójkę pszczół[4].
  - Kocimiętka skutecznie odstrasza niektóre owady: muchy bolimuszki kleparki(inne języki) (Stomoxys calcitrans), które żywią się krwią dużych ssaków, np. koni i krów, muchy domowe, komary i karaczany[15].
  - Zapach kocimiętki odstrasza także szczury[4].
  - Z ziela kocimiętki można przyrządzić herbatkę ziołową[4]. Herbatkę taką pili np. Indianie Odżibwejowie[14].
  - Z nasion wytwarza się olej do produkcji farb i lakierów[4].

Przeczytaj ostrzeżenie dotyczące informacji medycznych i pokrewnych zamieszczonych w Wikipedii.
.